# Sorbonne Alliance
Ne doit pas être confondu avec Sorbonne Universités, Sorbonne Université, Université Sorbonne-Paris-Cité ou Alliance Sorbonne-Paris-Cité.
Pour les autres utilisations du mot Sorbonne, voir Sorbonne (homonymie).
« Sorbonne Alliance » est un regroupement universitaire de coordination territoriale initié en 2018 pour rapprocher l'université Panthéon-Sorbonne (Paris 1), la Sorbonne-Nouvelle (Paris 3), l'ESCP Business School, auxquelles s'est joint à partir de 2024, l'Institut national des langues et civilisations orientales.

## Présentation
Cette association s'appuie sur quatre piliers : enseignement, recherche, développement international et vie étudiante et culturelle. Il est établi pour une période de cinq ans renouvelable et vise à devenir l'une des plus importantes entités de formation et de recherche en sciences humaines, sociales et de gestion au niveau européen<.

## Historique
La ministre de l’Enseignement supérieur, de la Recherche et de l’Innovation a publié, jeudi 14 janvier 2021, un arrêté instituant officiellement cette alliance. 